# 賈誼故居
賈誼故居（かぎこきょ）は、中華人民共和国湖南省長沙市天心区坡子街街道の太平街にある。西漢文帝時代に立てられたもので、長沙靖王呉著の太傅賈誼の府邸である。敷地面積は2,490平方メートル。建築面積は350平方メートル。

## 歴史
紀元前176年、賈誼は長沙靖王呉著の太傅に左遷された。1580年（万暦8年）、地方の役人が再建する。「屈（屈原）賈（賈誼）二先生祠」と改称。
1938年、故居は長沙大火で焼かれたが、賈太傅祠だけは免れた。1996年11月、長沙市人民政府は故居を再建する。1983年10月10日、湖南省人民政府は故居を湖南省重点文物保護単位に認定した。1999年9月29日、国内外観光客に一般公開される。

## 建築
- 大門
- 太傅殿
- 賈太傅祠
- 尋秋草堂
- 古碑亭
- 碑廊
- 長懐井

## ギャラリー
|  |  |  |
|  |  |  |